# Santo Gangemi
Santo Rocco Gangemi (né le 16 août 1961) est un prélat italien de l'Église catholique qui a fait sa carrière au service diplomatique du Saint-Siège.

## Biographie
Gangemi est né à Messine le 15 août 1961. Il est ordonné prêtre le 28 juin 1986 par l'archevêque Ignazio Cannavò (it) de Messine.

## Carrière diplomatique
Il entre au service diplomatique du Saint-Siège le 1er juillet 1991 et sert ensuite dans les représentations pontificales au Maroc (en), en Italie (en), en Roumanie, à Cuba (en), au Chili (en), en France, en Espagne et en Égypte,
Le 27 janvier 2012, le pape Benoît XVI le nomme archevêque titulaire d'Umbriatico (de) et nonce apostolique aux Îles Salomon (en),.
Le cardinal Angelo Sodano le consacre évêque le 17 mars. Sa devise, Vide ut sileas (« Veille à ce que tu sois tranquille ») est tirée du livre Isaïe. Le 24 mars 2012, il est également nommé nonce apostolique en Papouasie-Nouvelle-Guinée (en),. Il est remplacé dans ces fonctions le 16 avril 2013.
Le 6 novembre 2013, le pape François le nomme nonce apostolique en Guinée (en). Le 5 février 2014, il est également nommé nonce apostolique au Mali (en).
Il est nommé nonce apostolique au Salvador le 25 mai 2018.
Le 12 septembre 2022, le pape François le nomme nonce apostolique auprès de la Serbie,,.